# Тапшер
Тапше́р (рос. Тапшер, марій. Тапшер) — присілок у складі Совєтського району Марій Ел, Росія. Входить до складу Верх-Ушнурського сільського поселення.

## Населення
Населення — 153 особи (2010; 191 у 2002).
Національний склад (станом на 2002 рік):
- марі — 89 %